# Ljubiša Samardžić

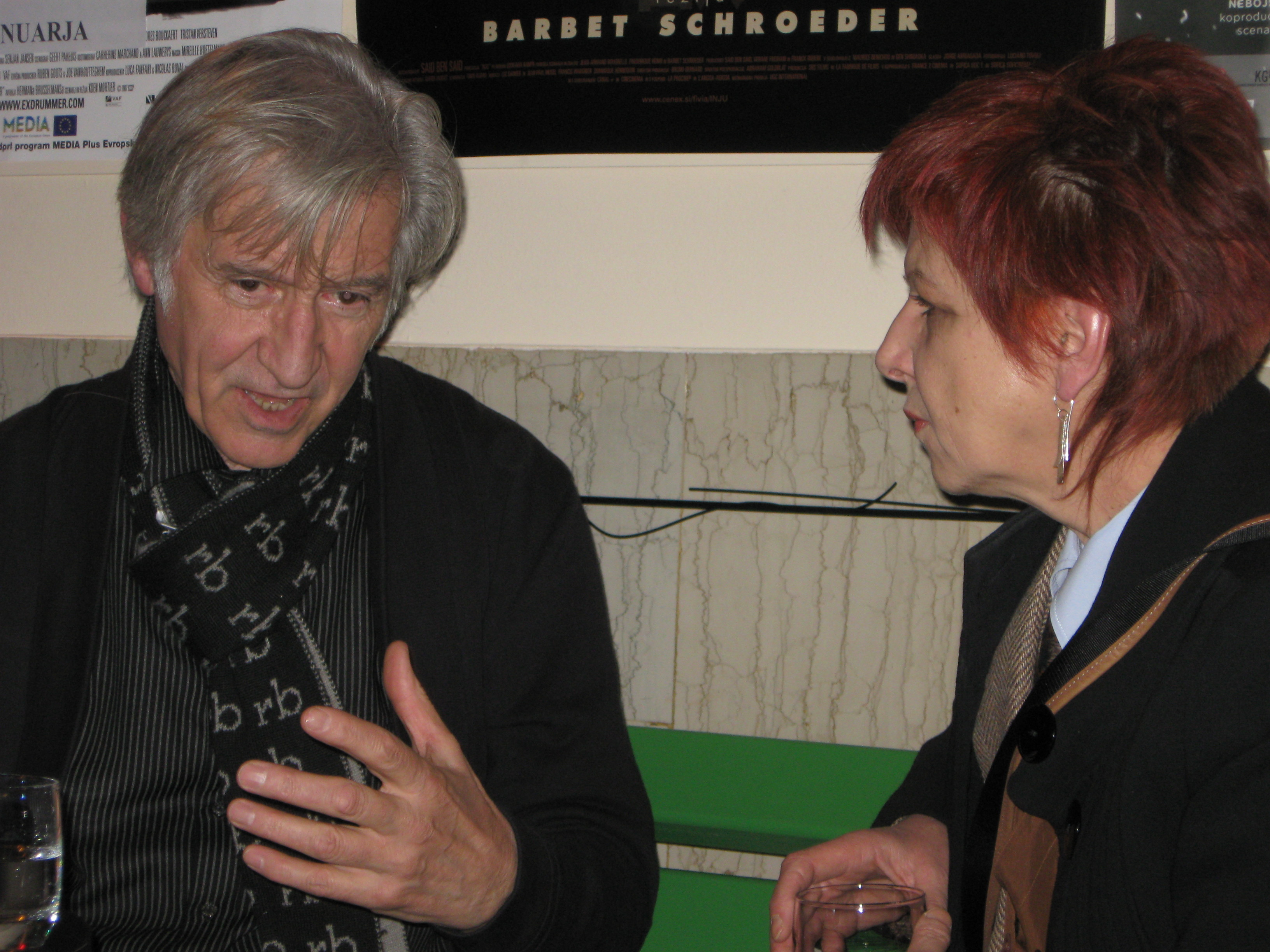
Ljubiša Samardžić

Ljubiša Samardžić (serbisch-kyrillisch Љубиша Самарџић; * 19. November 1936 in Skoplje, Königreich Jugoslawien; † 8. September 2017) war ein serbischer Schauspieler und Regisseur.
Sein Talent für das Schauspiel zeigte sich früh und er bekam ein Stipendium für die Belgrader Schauspiel-Akademie. Sein Mentor war der Regisseur Bojan Stupica. Samardžić spielte am Theater, bevor er 1961 seine erste Rolle im Film Igre na skelama bekam. Er wurde schnell einer der populärsten Schauspieler in Jugoslawien. Zahlreiche seiner Filme wurden Kassenschlager. Einem internationalen Publikum wurde er durch die Hauptrolle in Puriša Đorđevićs Antikriegsfilm Ein serbischer Morgen bekannt, für den er 1967 mit dem Darstellerpreis der Filmfestspiele von Venedig geehrt wurde. Auf dem Sofia Film Fest 2012 wurde sein Film Der Duft des Regens auf dem Balkan vorgestellt, der den gleichnamigen Roman der serbisch-sephardischen Schriftstellerin Gordana Kuić filmisch umsetzt.
Zu seinen Preisen zählt der Preis der Akademie Ivo Andrić für sein Lebenswerk. Im August 1995 erhielt er den Pavle Vuisić-Preis für sein Lebenswerk und seine Rolle im jugoslawischen Film.
Mit seinem Sohn Dragan Samardžić gründete er die Filmproduktionsgesellschaft Cinema Design.
Seit 1960 war er mit Mirjana Samardžić verheiratet.